# Beuveille
Beuveille település Franciaországban, Meurthe-et-Moselle megyében. Lakosainak száma 780 fő (2022. január 1.). Beuveille Doncourt-lès-Longuyon, Longuyon, Montigny-sur-Chiers, Pierrepont, Ugny, Viviers-sur-Chiers és Arrancy-sur-Crusnes községekkel határos.

## Népesség
A település népességének változása:
| Lakosok száma | 773  | 586  | 519  | 602  | 767  | 772  | 760  | 759  | 765  | 780  |
|               | 1968 | 1982 | 1999 | 2006 | 2011 | 2015 | 2017 | 2018 | 2020 | 2022 |